# Andy Hunter (Posaunist)

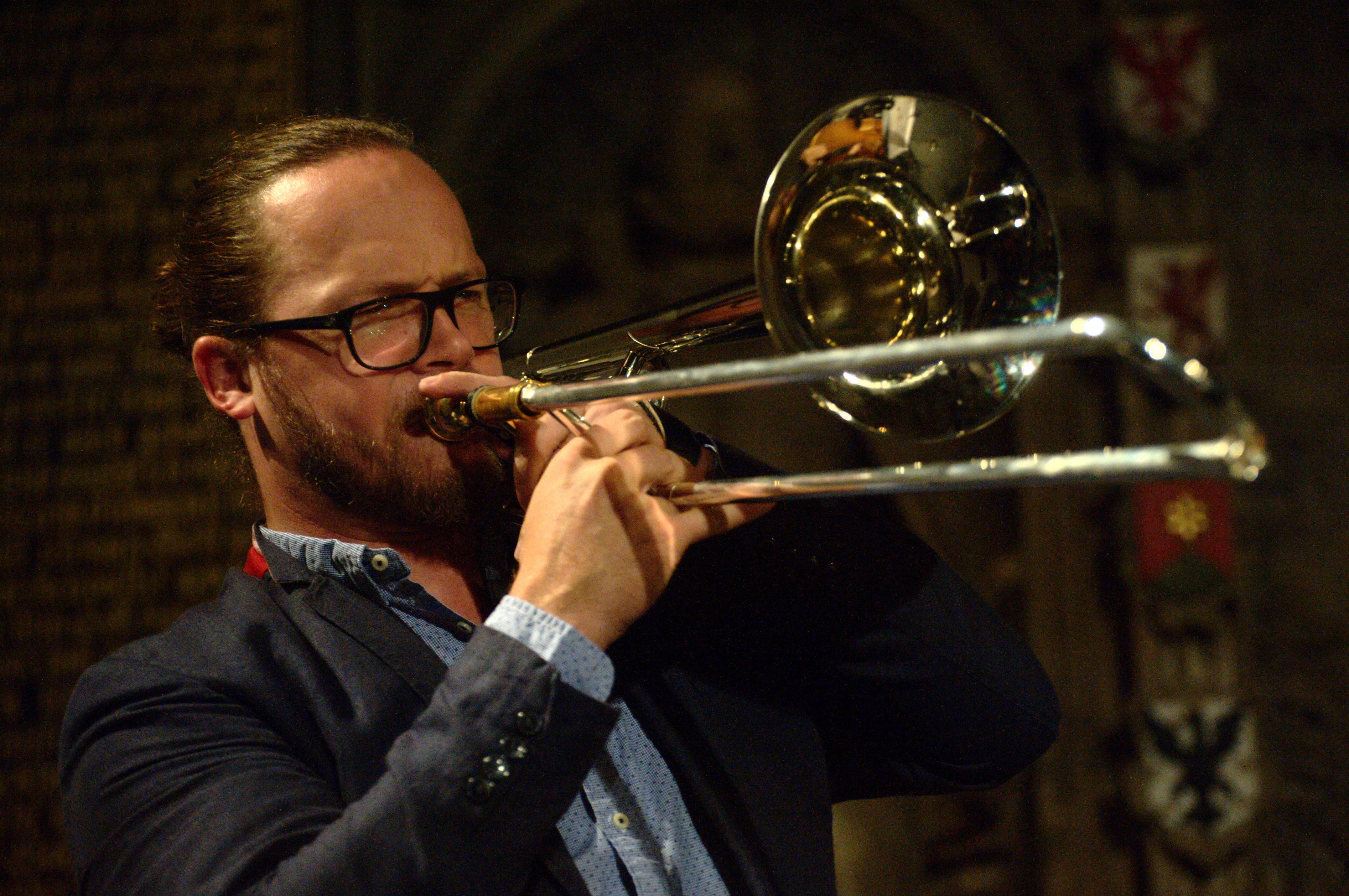
Andy Hunter bei einem Konzert mit dem Andy Hunter-Johan Hörlén Quartet in der Stadtkirche Darmstadt am 10. September 2017

Andy Hunter (* 30. Juli 1979 in Grayling, Michigan) ist ein US-amerikanischer Jazzposaunist, Komponist, Arrangeur und Musikpädagoge.

## Leben und Wirken
Andy Hunter wuchs in Michigan auf, lebte später in Cleveland und Shanghai, seit 2004 in Brooklyn. Den Bachelor in Jazz und Chinesisch erwarb er am Oberlin College (Studium bei Robin Eubanks), den Master in Jazz an der Rutgers University, wo er bei Conrad Herwig studierte. In New York arbeitet er seit 2004 in mehreren Bigbands, darunter in der Toshiko Akiyoshi/Lew Tabackin Big Band, Dave Holland Big Band, Tommy Igoes Birdland Big Band, Travis Sullivans Björkestra, der Mingus Big Band und Orrin Evans’ Captain Black Big Band. Ferner spielte er mit Richard Bona, Nnenna Freelon und T. S. Monk. 2012 legte er unter eigenem Namen das Album Think Like a Mountain vor, an dem u. a. Dave Kikoski und Alex Sipiagin mitwirkten. Ab dem Herbst desselben Jahres gehörte er zur WDR Big Band Köln.
Hunter unterrichtete an der Jazz-Fakultät des Tri-C College in Cleveland und der Rutgers University in New Jersey.

## Diskographische Hinweise
- Andy Hunter & Johan Hörlén Confluence (2017)